# Йохансен, Ларс-Эмиль
Ларс Эмиль Йохансен (гренл. Lars-Emil Johansen; род. 24 сентября 1946, Иллорсуит) — второй премьер-министр Гренландии в период с 1991 по 1997 год. Йохансен был председателем политической партии Сиумут («Вперёд») в 1987—1997 годах, будучи депутатом Парламента Гренландии с момента его создания в 1979 году. До создания Ландстинга, он представлял Гренландию в парламенте Дании с 1973 года. 
Родился в Иллорсуите, небольшом поселении вблизи Уумманнака в коммуне Каасуитсуп. В 1970 году Йохансен закончил своё образование в качестве преподавателя, а в следующем году он был избран в Совет Гренландии, выборный законодательный орган местной власти в Гренландии до создания Ландстинга.
Был награждён датским орденом Данеброг и норвежским орденом Заслуг, а также двумя типами медали Нерсорнаат, серебряной и золотой (Гренландская Медаль за заслуги).
В 2001 году Йохансен вновь был избран одним из двух представителей острова в датском парламенте и с тех пор занимает эту должность.

## Награды
- Командор со звездой норвежского ордена Заслуг